# Anne-Marie Descôtes
Anne-Marie Descôtes, née le 5 décembre 1959 à Lyon, est une diplomate française, élevée à la dignité d'ambassadrice de France.
Elle est secrétaire générale du ministère des Affaires étrangères depuis le 30 août 2022, après avoir été directrice de l’Agence pour l'enseignement français à l'étranger de 2008 à 2013 et ambassadrice extraordinaire et plénipotentiaire de France en Allemagne de 2017 à 2022.

## Biographie

### Famille et formation
Anne-Marie Descôtes naît le 5 décembre 1959 à Lyon dans le 6e arrondissement, du mariage de Georges Descôtes, kinésithérapeute, et de Suzanne Jusseau, secrétaire.
Après des études au lycée Jean-Perrin à Lyon, elle intègre l'École normale supérieure de Fontenay-aux-Roses (1979 L). 
Elle est agrégée d'allemand, titulaire d'un diplôme d'études approfondies (1976) d'études germaniques et scandinaves et d'une licence d'art et d'archéologie de l'université Paris-Sorbonne.

### Carrière professionnelle
De 1985 à 1987, elle enseigne l'allemand à Boulogne-sur-Mer puis à Nogent-le-Rotrou. 
En 1987, elle est nommée attachée culturelle à l'ambassade de France à Bonn. 
En 1992, elle intègre la promotion Saint-Exupéry de l'École nationale d'administration, dont elle sort en 1994. 
Elle est ensuite secrétaire des affaires étrangères à la direction de la coopération européenne au ministère des Affaires étrangères. En 1997, elle est nommée conseillère au cabinet du ministre des Affaires européennes Pierre Moscovici puis, en 2001, première secrétaire à la représentation permanente de la France auprès de l'Union européenne à Bruxelles. En 2005, elle devient deuxième conseillère à l'ambassade de France aux États-Unis puis, en 2008, directrice de l’Agence pour l'enseignement français à l'étranger (AEFE), dont elle est nommée présidente en 2013. Elle est alors nommée directrice générale de la mondialisation, du développement et des partenariats à l'administration centrale du ministère des Affaires étrangères et du Développement international.
À la fin du mandat de François Hollande, en février 2017, elle est nommée ambassadrice de France en Allemagne, dans le cadre d'une importante vague de renouvellement des diplomates français. Elle devient présidente du conseil d'administration de France Éducation international en octobre 2020.
Le 25 novembre 2020, Anne-Marie Descôtes est élevée en Conseil des ministres à la dignité d’ambassadrice de France. Elle est l'une des trois femmes élevées à cette dignité avec Sylvie Bermann (2019) et Catherine Colonna (2020).
Elle est nommée secrétaire générale du ministère de l'Europe et des Affaires étrangères à compter du 30 août 2022. Elle est la première femme à occuper cette fonction.

## Distinctions

### Dignité
- Ambassadrice de France en 2020[8].

### Décorations
- Officière de la Légion d'honneur (3 juillet 2024)[10] (chevalière de 2014[11]).
- Officière de l'ordre national du Mérite (15 novembre 2018)[12] (chevalière en 2009[13]).
- Grand officier de l'ordre du Mérite en 2022[14] (Allemagne).

### Presse
- « Biographie », sur le site du magazine berlinois Diplomatisches Magazin (consulté le 30 juin 2021)
- « Anne-Marie Descôtes répond aux questions de Sophie Malibeaux (RFI), de Christophe Ayad (Le Monde), et de Philippe Dessaint (TV5Monde) » [audio], sur le site de la chaîne Radio France internationale, 6 janvier 2017 (consulté le 30 juin 2021)
- « Anne-Marie Descôtes, l'invitée de FranceInfo » [audio], sur le site de la chaîne France Info, 8 novembre 2019 (consulté le 30 juin 2021)